# RAF Tempsford

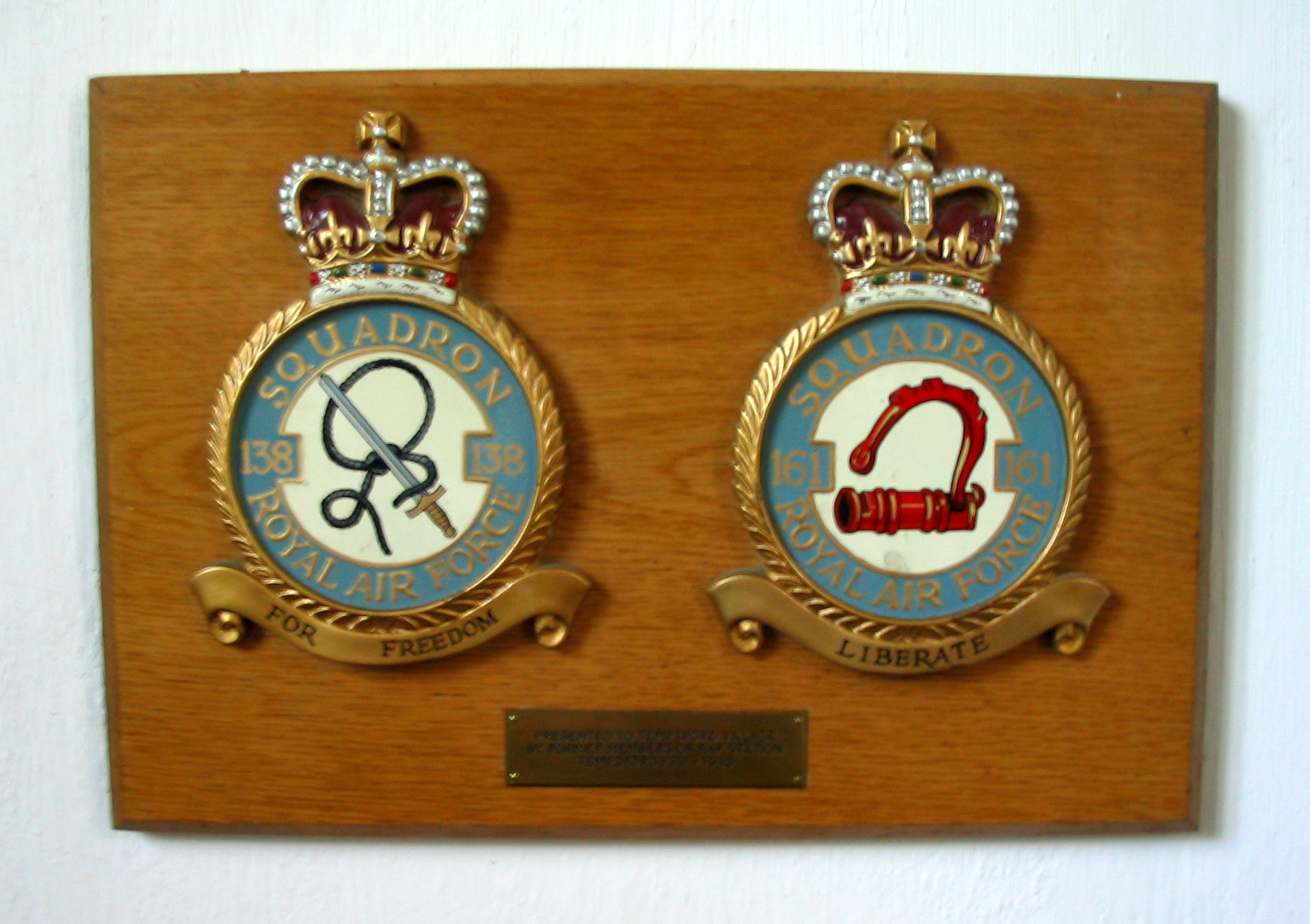
De insignes van het 138e en het 161e Squadron, in St.Peter's Church Tempsford

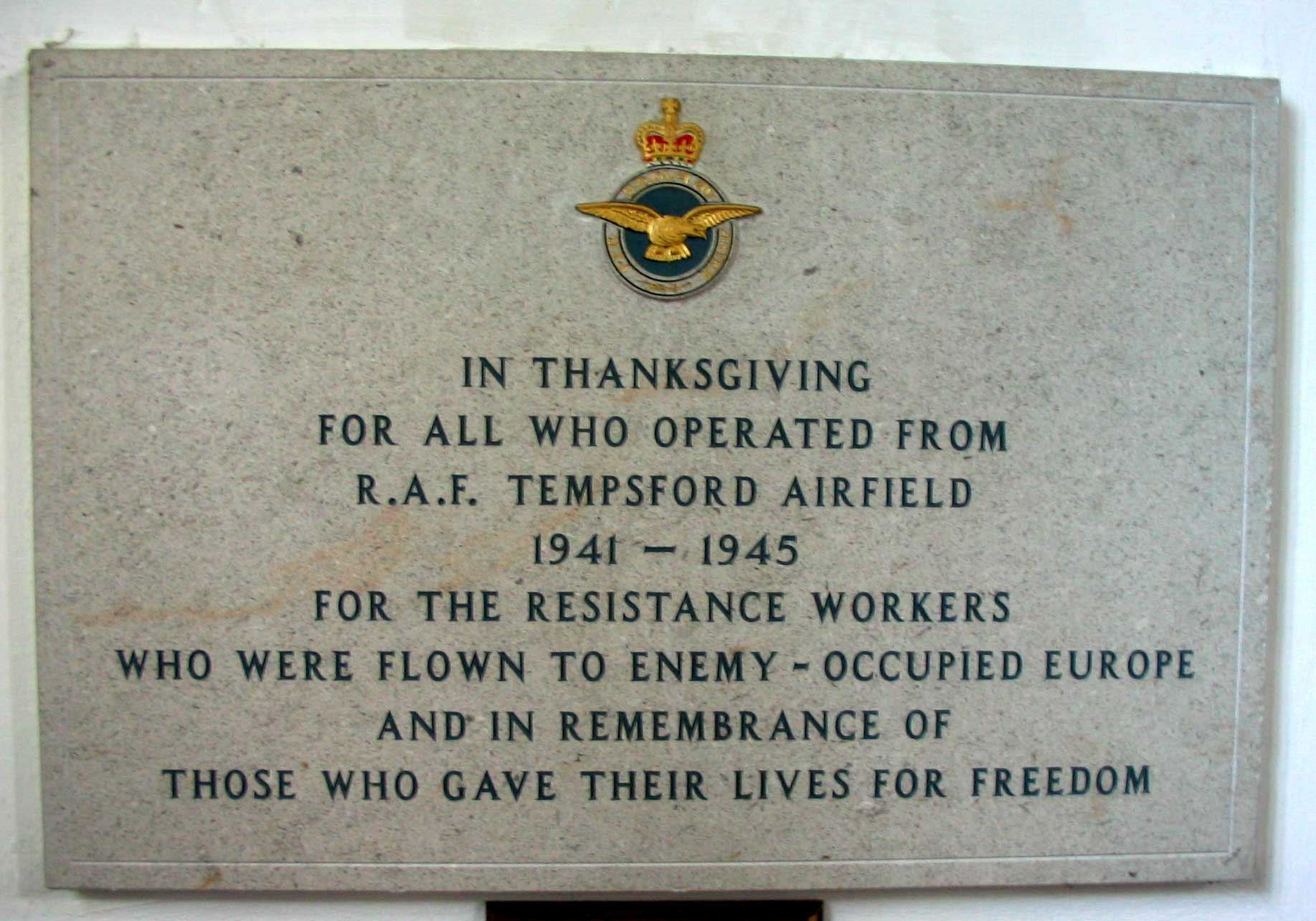
Gedenkplaat in St.Peter's Church Tempsford

RAF Tempsford is een voormalige basis van de Royal Air Force, gelegen op 3,7 km ten noordoosten van Sandy, Bedfordshire in Engeland en 7,1 km ten zuiden van St. Neots, Cambridgeshire in Engeland.

## Special Duty Service
Als onderdeel van de Royal Air Force Special Duty Service was het vliegveld een van de meest geheime vliegvelden van de Tweede Wereldoorlog. Het was de thuisbasis van het 138e (Special Duty) Squadron en het 161e (Special Duty) Squadron, die voorraden en agenten in bezet Europa dropten voor de Special Operations Executive (SOE). Het 138e (SD) Squadron nam het grootste deel van de bevoorradingen en van geparachuteerde agenten voor zijn rekening, terwijl het 161e (SD) Squadron de Lysander-vluchten verzorgde en de oppik-operaties uitvoerde in bezet Europa.
RAF Tempsford ligt heel dicht bij Little Gransden Airfield en is duidelijk te zien vanuit vliegtuigen die opstijgen vanaf de westelijke startbaan 28. Andere actieve vliegvelden in de buurt zijn de voormalige RAF-bases in Gransden Lodge en Bourn.

## Operationele eenheden en vliegtuigen
- 53 Squadron RAF-detachement (1946) - B-24 Liberator VI en VIII
- 109 Squadron RAF (1942) - Vickers Wellington I
- 138 Squadron RAF (1942-1944) - Handley Page Halifax II en V
- 149 Squadron RAF (1943-1944) - Short Stirling III
- 161 Squadron RAF (1942-1945) - Westland Lysander IIIA en andere typen
- 426 Squadron RCAF (1945) - B-24 Liberator VIII
- Nr.617 Squadron RAF-detachement (1945) - Avro Lancaster I & III

## Het huidige vliegveld Tempsford
Rond 2002 was een deel van het voormalige vliegveld Tempsford een betonfabriek geworden en sommige van de belangrijkste gebouwen van het vliegveld waren tot commerciële werkplaatsen omgebouwd. Een nabijgelegen openbaar voetpad leidde naar het einde van een vrijwel intacte landingsbaan en daarvandaan naar Gibraltar Farm, de laatste stop van de agenten voor hun uitzending.
In deze schuur hangen verschillende plaquettes en gedenktekens voor de agenten, zowel mannen als vrouwen, die vanaf dit vliegveld naar bezet Europa zijn gevlogen en van wie velen later werden omgebracht, nadat zij waren gevangengenomen en gemarteld. Ook in de St.Peterschurch in het nabijgelegen dorp Tempsford is een gedenkteken te vinden. Buiten die kerk staat het Tempsford-monument ter nagedachtenis aan de mannen en vrouwen die tijdens de Tweede Wereldoorlog als geheim agenten dienden in bezet Europa, alsmede aan de RAF-bemanning die hen heeft getransporteerd.

## Memorabele mensen[8]
- Andrée Borrel en Lise de Baissac (Odile) waren de eerste vrouwelijke SOE-agenten die in bezet Frankrijk werden geparachuteerd. Ze vlogen op 24 september 1942 vanaf RAF Tempsford.
- Flying Officer Gerald Cruwys (verboden terrein) ontving de Croix de guerre voor zijn werk bij het Franse verzet toen hij op RAF Tempsford was.
- Groepskapitein Edward 'Mouse' Fielden, basiscommandant van RAF Tempsford (1942-1944) en een voormalige RAF-piloot.
- Air Chief Marshal (generaal) Sir Lewis Macdonald Hodges was commandant van het 161e Squadron van mei 1943 tot 1944.
- Groepskapitein Percy Charles Pickard kreeg in maart 1943 een tweede gesp aan zijn DSO vanwege zijn uitstekende leiderschap tijdens zijn commando over het 161e Squadron.
- Groepskapitein Hugh Verity, auteur van We Landed by Moonlight.
- Violette Szabo vloog voor haar beide missies vanaf RAF Tempsford.
- Yolande Beekman
- Yvonne Cormeau
- François Mitterrand
- Nancy Wake
- Wing Commander (luitenant-kolonel) Forest Yeo-Thomas, ook bekend als ‘het Witte Konijn’, werd op 27 februari 1943 in Frankrijk gedropt, nadat hij met Pilot Officer Foster vanaf RAF Tempsford daarheen was gevlogen.
- En veel van de ruim 50 Belgische en Nederlandse SOE-agenten werden vanaf RAF Tempsford naar hun dropping zone gevlogen.
- Ook de Nederlandse geheim agenten Jan Bockma, Pieter Kwint, Pleun Verhoef en Johannes Walter en de bemanningsleden F/L J.W. Menzies (Piloot), F/O K.R. Bunney (navigator), Sgt E.M. Elliot (boordschutter) en Sgt D.J. Withers (radio-operator) aan boord van de Lockheed Hudson FK790, die op 6 juli 1944 bij Kornwerderzand in het IJsselmeer neerstortte, waren vanaf Tempsford opgestegen.[4][9]
- De missie van Krijn Buitendijk (1921-1998), Jacky van der Meer (1922-1987) en marconist Gerrit Kroon (1909-1945) ving aan in een Halifax MkV MA-W LL388 van het 161 Special Duties Squadron, die vanaf Tempsford naar Brabant vloog en boven de Henriëttewaard werd neergeschoten (zie verder het lemma van een van deze agenten).
- Verschillende RAF bemanningsleden van het 138e (SD) Squadron liggen begraven op Erehof Holten.

## Literatuur

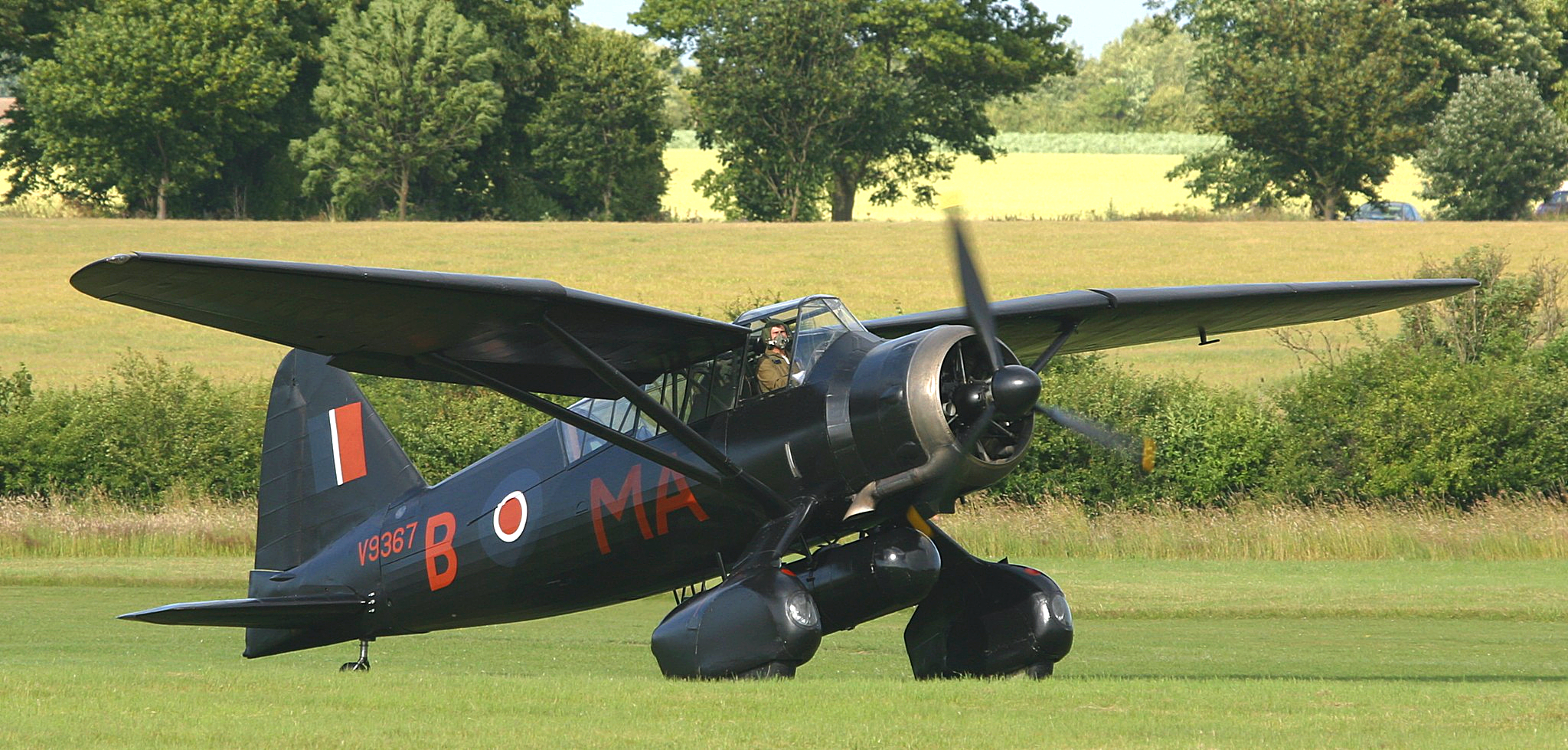
Een Westland-Lysander van het type dat werd gebruikt om SOE-agenten in bezet Europa af te zetten en eruit op te halen.

## Externe links

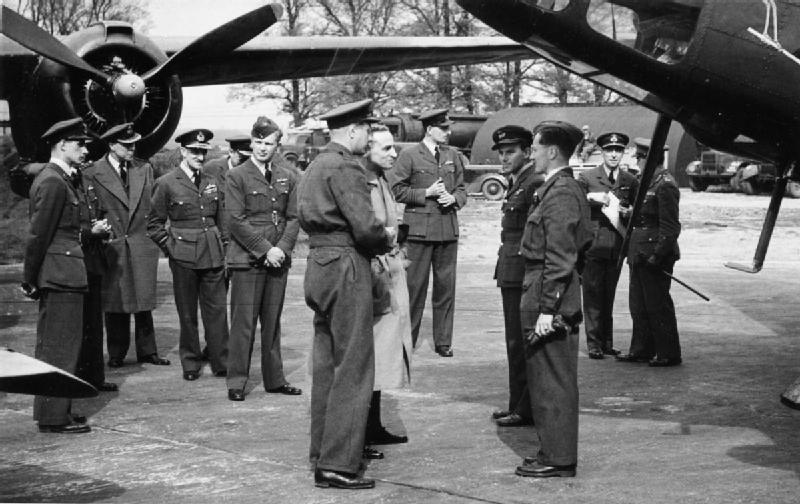
Royal Air Force Bomber Command, 1942-1945